# Amonherkhépeshef (fils de Ramsès III)
Pour les articles homonymes, voir Amonherkhépeshef.
Amonherkhépeshef, est un prince égyptien, qui a vécu pendant la XXe dynastie. Il est le fils de Ramsès III et de la reine Iset.

## Généalogie
Amonherkhépeshef est un des fils aînés de Ramsès III. Un temps désigné héritier en titre du trône d'Horus, il ne survit pas à son père et cède la place en qualité de prince héritier à ses frères.
Toutefois, le nom de sa mère n'est pas connu avec certitude. Kenneth Anderson Kitchen a proposé la reine Iset tandis que Christian Leblanc a proposé la reine Tyti.

## Sépulture

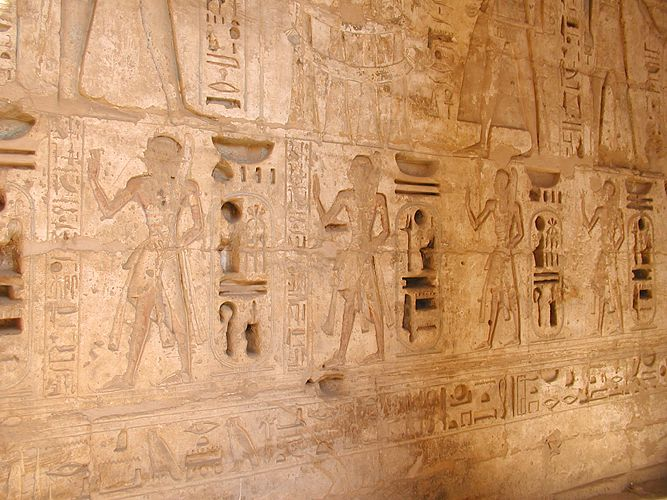
Procession des princes royaux en tête desquels se trouve Amonherkhépeshef - Médinet Habou

En tant qu'héritier du roi, Amonherkhépeshef a eu le privilège de se faire aménager une sépulture dans la vallée des Reines sur la rive occidentale du Nil à Thèbes (Égypte). La tombe très bien préservée est conçue sur un plan rectiligne menant après la descenderie et plusieurs corridors, à la salle du sarcophage qui est toujours en place.
Les fresques du tombeau mettent en scène le prince dans différents costumes, dont celui classique des enfants royaux avec le crâne rasé orné d'une longue natte pendant sur un côté de la tête. Il accompagne son père Ramsès III faisant des offrandes aux dieux ou est introduit auprès des divinités souterraines par pharaon.